# Jekatierina Paszkiewicz
Jekatierina Władimirowna Paszkiewicz, ros. Екатерина Владимировна Пашкевич (ur. 19 grudnia 1972 w Moskwie) – rosyjska hokeistka, reprezentantka Rosji, trzykrotny olimpijka, trenerka.

## Kariera zawodnicza
- Tornado Dmitrow (2008-2009)
- Agidiel Ufa (2012-2014)
- Connecticut Whale (2015/2016)

W barwach reprezentacji Rosji uczestniczyła w turniejach mistrzostw świata edycji 1997, 1999, 2000, 2001, 2013 oraz zimowych igrzysk olimpijskich w 2002, 2006, 2014.
W grudniu 2017 Międzynarodowy Komitet Olimpijski ogłosił, że sześć rosyjskich hokeistek uczestniczących w turnieju hokejowym ZIO 2014 w Soczi, w tym Jekatierina Paszkiewicz, zostało zdyskwalifikowanych za złamanie przepisów antydopingowych, a ich wyniki w tej imprezie anulowano.

## Kariera trenerska
- MIT (Mass. Inst. of Tech) (1998-2001), główna trenerka

## Osiągnięcia
Reprezentacyjne
- Brązowy medal mistrzostw świata: 2001, 2013

Wyróżnienie
- Zasłużony Mistrz Sportu Rosji w hokeju na lodzie (2018)[3]